# 双牌水库
双牌水库位于中国湖南省永州市双牌县，为湘江支流潇水上一座大型水库。上距涔天河水库123公里，径流调节类型为为季调节。水库始建于1958年，1966年竣工。1975年开始除险加固，1985年完工。水库具有发电、灌溉、航运和防洪等综合效益。